# Microthoracius cameli
Microthoracius cameli ist eine Art der Tierläuse, die als Ektoparasit Dromedare befällt. Zunächst wurde der Parasit in Algerien nachgewiesen, später auch im Punjab, womöglich ist er mit dem Wirt auch in andere Regionen der Erde verschleppt worden.
Weibchen sind bis 4 mm, Männchen bis 2,5 mm lang. Das erste Beinpaar gleicht in Größe und Form den beiden übrigen. Bei Männchen sind das vierte und fünfte Fühlersegment nahezu vollständig verschmolzen. Der Kopf ist spindelförmig und etwa so lang wie das ovale Abdomen breit. Der Entwicklungszyklus verläuft über das vom Weibchen am Haar festgeklebte Ei (Nisse) und drei Nymphenstadien, ist aber im Detail nicht erforscht.
Veraltete Synonyme sind Pediculus cameli, welches in der Erstbeschreibung von Linné verwendet wurde, sowie Haematopinus cameli.